# Tobias Moers
Tobias Moers (* 1966 in Freiburg) ist ein deutscher Manager. Er war unter anderem Leiter der Mercedes-AMG und Geschäftsführer des britischen Sportwagenherstellers Aston Martin.

## Beruflicher Werdegang
Moers studierte an der Hochschule Offenburg Maschinenbau. Nach seinem Abschluss als Diplom-Wirtschaftsingenieur (FH) war Moers an der Entwicklung des Elektrofahrzeugs Hotzenblitz beteiligt.
Im Jahr 1994 stieg er bei der Mercedes-AMG GmbH ein und arbeitete dort in verschiedenen Entwicklungsfunktionen. 1999, im Rahmen der mehrteiligen Übernahme von Mercedes-AMG durch die Daimler AG, übernahm er die Gesamtverantwortung für die großen Baureihen. Ab 2002 leitete er die Gesamtfahrzeugsentwicklung sämtlicher AMG-Baureihen. Dazu gehörten der 2009 vorgestellte Mercedes-Benz SLS AMG und der 2014 vorgestellte Mercedes-AMG GT.
Im Jahr 2011 wurde Moers als Mitglied der Geschäftsführung unter Vorsitz des damaligen Geschäftsführers Ola Källenius berufen. Zum 1. Oktober 2013 folgte Moers auf Källenius als Vorsitzender der Geschäftsführung der Mercedes-AMG. In dieser Zeit wies er auch auf die Bedeutung der kleineren, frontangetriebenen Modelle hin.
Im Mai 2020 wurde bekannt, dass Moers AMG auf eigenen Wunsch verlässt und zum britischen Sportwagenhersteller Aston Martin wechselt, der seit 2013 eine Partnerschaft mit der Daimler AG hat. Dort übernahm er ab dem 1. August 2020 als CEO die Geschäftsführung, von der er im Frühjahr 2022 zurücktrat. Sein Nachfolger bei Aston Martin wurde der langjährige Ferrari-Geschäftsführer Amedeo Felisa.
Im September 2022 wurde bekannt, dass Moers gemeinsam mit dem Ex-Markendirektor von Lamborghini, Manfred Fitzgerald, als Co-CEO des Schweizer Elektroautoherstellers Piëch Automotive bestellt wurde.

## Privatleben
Moers hat zwei Kinder.